# Karel Vachek
Karel Vachek (ur. 4 sierpnia 1940 w Tišnovie, zm. 21 grudnia 2020 w Pradze) – czeski reżyser i wykładowca filmowy.

## Biografia
Był spokrewniony z pisarzem Emilem Vachkiem. Urodził się w 1940 roku w Tišnovie. Po ukończeniu studiów w Gimnazjum w Tišnovie złożył podanie o przyjęcie na uczelnię FAMU, ale za pierwszym razem nie został przyjęty. Powodem odrzucenia, jam sam podawał, było pochodzenie klasowe i zły profil kadrowy jego rodziny. W latach 1958–1963 studiował reżyserię filmów fabularnych u profesora Elmara Klosa na praskiej FAMU, którą ukończył esejem filmowym Moravská Hellas (1963), wnikliwym spojrzeniem za kulisy okazałych uroczystości w Strážnicach. Otrzymał za niego honorowe wyróżnienie na Międzynarodowym Festiwalu Filmowym w Karlowych Warach, ale dalszych projekcji zakazał prezydent Antonín Novotný. Film został pokazany dopiero po 1989 roku.
Kolejny dokument Vachka Spřízněni volbou (Złączeni wyborem, 1968) uchwycił wydarzenia czternastu dni, które poprzedzały wybory prezydenta Czechosłowacji wiosną 1968 roku. Film został wyświetlony w 1990 roku na Międzynarodowym Festiwalu Filmowym w Berlinie.
Po Praskiej Wiośnie 1968 roku pracował w wytwórni Krátký film do połowy lat 70., kiedy to został zwolniony. Pracował w spalarni w Vysočanach do 1979 roku, kiedy wyemigrował do Francji, a później do USA. W Stanach Zjednoczonych mieszkał w New Jersey. Za granicą utrzymywał się w warsztacie fotograficznym w Nowym Jorku. W 1984 roku jego rodzina z powodu pogarszającego się stanu psychicznego żony wróciła do Czechosłowacji. Pracował później jako kierowca rozwożący napoje gazowane, a później był przedstawicielem handlowym wydawnictwa Olympia.
Od 1990 roku zaczął kręcić dokumentalny esej Nový hyperion aneb Volnost, rovnost, bratrství (1992), który uchwycił społeczną atmosferę okresu do pierwszych wolnych wyborów w Czechosłowacji. Kontynuacją był pełnometrażowy dokument Co dělat? Cesta z Prahy do Českého Krumlova aneb Jak jsem sestavoval novou vládu (1996) oraz tytuł Bohemia docta aneb Labyrint světa a lusthauz srdce (Božská komedie) (2000). Ostatnią częścią swoistej tetralogii jest film Kdo bude hlídat hlídače? Dalibor aneb Klíč k Chaloupce strýčka Toma (2002).
Od 1993 roku był wykładowcą katedry twórczości dokumentalnej FAMU, w latach 2002–2018 jej kierownikiem (zastąpił Olgę Sommerovą). W tym okresie skupiał się przede wszystkim na działalności dydaktycznej. Na FAMU stał się znaczącą inspiracją dla wielu swoich studentów, np. Víta Klusáka i Martina Marečka.
W 2006 roku zaprezentował swój kolejny film Záviš, kníže pornofolku pod vlivem Griffithovy Intolerance a Tatiho Prázdnin pana Hulota aneb Vznik a zánik Československa (1918–1992). Następnym filmem ukończonym w 2011 roku jest Tmář a jeho rod aneb Slzavé údolí pyramid. Ostatnim filmem, wprowadzonym do kin pod koniec 2019 roku, stał się obraz zatytułowany Komunismus a síť aneb Konec zastupitelské demokracie.
Zdjęcia do większości jego filmów realizował Karel Slach. Za swoje filmy dwukrotnie, w latach 2000 i 2002, otrzymał nagrodę na Międzynarodowym Festiwalu Filmów Dokumentalnych w Jihlavie; wiele światowych festiwali zaprezentowało jego autorską retrospektywę.
Doświadczywszy życia w USA, w wywiadach oraz filmach odnosił się do społeczeństwa po 1989 roku z równie bezkompromisowym i krytycznym dystansem, jak do wydarzeń w socjalistycznej Czechosłowacji lat 60.
Karel Vachek zmarł 21 grudnia 2020 roku w Pradze w wieku 80 lat. Pochowany został w rodzinnym Tišnovie.